# Freiheitskreuz Haakon VII.

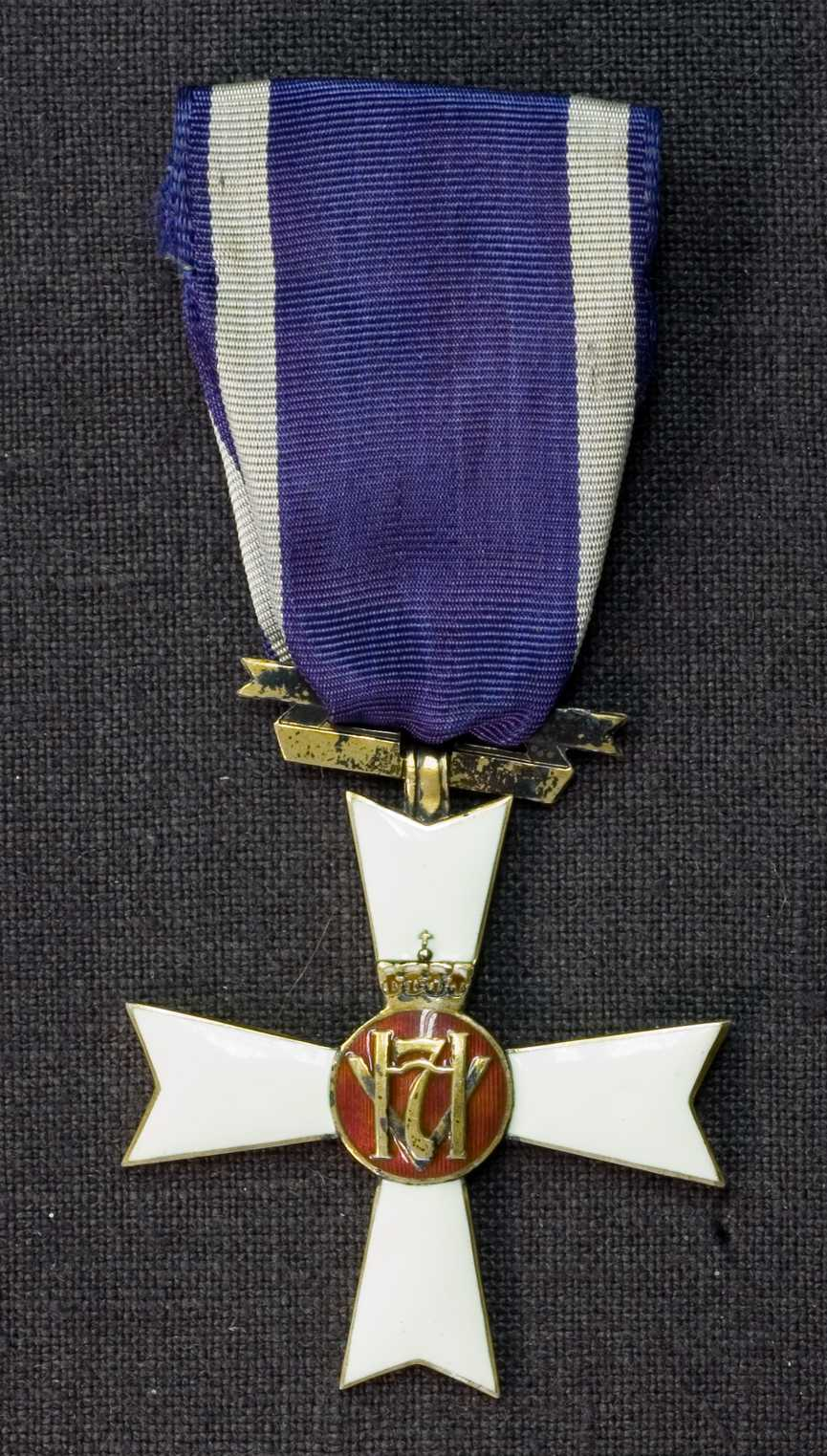
Freiheitskreuz Haakon VII

Spange

Das Freiheitskreuz König Haakon VII. (Haakon VIIs Frihetskors) wurde am 18. Mai 1945 von König Haakon VII. von Norwegen gestiftet und konnte an alle Personen verliehen werden, die sich um die Sache Norwegens durch hervorragende Taten ziviler Art während des Zweiten Weltkriegs verdient gemacht hatten.
Die Dekoration ist ein weißemailliertes goldenes Georgskreuz mit gespaltenen Enden. Im rotemaillierten Medaillon mittig ein goldenes V (Victory), darüber die Initialen des Stifters. Rückseitig Alt for Norge (Alles für Norwegen) und das Datum 7. Juni 1945.
Getragen wird die Auszeichnung, die auch postum verliehen werden kann, an einem blauen Band mit weißen Bordstreifen auf der linken Brustseite.